# 한국의료기기검사원
한국의료기기검사원은 수의사법 제17조의3에 따른 동물진단용 방사선발생장치의 검사와 더불어 동물용 의료기기와 기타관련 진단용방사선발생장치 및 의료기기에 대한 시험, 검사를 통해 안전 및 성능평가, 그에 따른 기술 개발 연구사업을 수행하고 방사선 안전관리에 관한 자료를 널리 보급하여 동 분야의 전문인력을 양성하며, 관련 규정의 국제화 및 표준화에 노력하는 등 동 분야의 발전과 국민보건 증진에 기여할 목적으로 2011년 10월 4일 설립허가된 대한민국 농림축산식품부 소관의 재단법인이다. 사무실은 경기도 성남시 분당구 야탑동 230, 분당테크노파크 D동 311호에 있다.

## 주요 사업
- 동물진단용 방사선발생장치의 성능 및 안전관리 검사와 평가
- 동물진단용 방사선발생장치의 안전관리검사와 관련된 제도의 연구개발
- 동물용 의료기기의 안전관리 평가 및 검사 인력 양성 교육
- 동물진단용 방사선발생장치의 검사 분야의 정보수집, 간행 및 배포
- 기타 진단용 방사선발생장치 및 의료기기 등의 성능 및 안전에 관한 연구, 시험, 검사